# Leucophylus
Leucophylus is een geslacht van wantsen uit de familie van de Miridae (Blindwantsen). Het geslacht werd voor het eerst wetenschappelijk beschreven door Duwal in Yasunaga & Lee.

## Soorten
Het genus is monotypisch en bevat alleen de volgende soort:

- Leucophylus variegates Duwal, Yasunaga & Lee, 2010